# FA Charity Shield 1980
Lo FA Charity Shield 1980, noto in italiano anche come Supercoppa d'Inghilterra 1980, è stata la 58ª edizione della Supercoppa d'Inghilterra.
Si è svolto il 9 agosto 1980 al Wembley Stadium di Londra tra il Liverpool, vincitore della First Division 1979-1980, e il West Ham, vincitore della FA Cup 1979-1980.
A conquistare il titolo è stato il Liverpool che ha vinto per 1-0 con rete di Terry McDermott.

## Partecipanti
| Squadre      | Qualificazione                           | Partecipazioni precedenti (il grassetto indica la vittoria) |
| ------------ | ---------------------------------------- | ----------------------------------------------------------- |
| Liverpool    | Vincitore della First Division 1979-1980 | 9 (1922, 1964,1965,1966, 1971, 1974, 1976, 1977, 1979)      |
| West Ham Utd | Vincitore della FA Cup 1979-1980         | 1 (1964)                                                    |

## Tabellino
| Arbitro: | Hunting |

|               |           |  |
| McDermott 17’ | Marcatori |  |

### Formazioni
| Liverpool:      |    |                  |
|                 |    |                  |
| P               | 1  | Ray Clemence     |
| D               | 2  | Phil Neal        |
| D               | 4  | Phil Thompson    |
| D               | 6  | Alan Hansen      |
| D               | 3  | Alan Kennedy     |
| C               | 5  | Ray Kennedy      |
| C               | 8  | Jimmy Case       |
| C               | 10 | Terry McDermott  |
| C               | 11 | Graeme Souness   |
| A               | 7  | Kenny Dalglish   |
| A               | 9  | David Johnson    |
| A disposizione: |    |                  |
| P               | 16 | Steve Ogrizovic  |
| D               | 14 | Colin Irwin      |
| D               | 15 | Avi Cohen        |
| C               | 13 | Sammy Lee        |
| A               | 12 | David Fairclough |
| Allenatore:     |    |                  |
| Bob Paisley     |    |                  |

| West Ham Utd: |    |                 |  |          |
|               |    |                 |  |          |
| P             | 1  | Phil Parkes     |  |          |
| D             | 2  | Ray Stewart     |  |          |
| D             | 4  | Billy Bonds     |  |          |
| D             | 5  | Alvin Martin    |  |          |
| D             | 3  | Paul Brush      |  |          |
| C             | 7  | Paul Allen      |  |          |
| C             | 6  | Alan Devonshire |  |          |
| C             | 10 | Trevor Brooking |  |          |
| C             | 11 | Geoff Pike      |  | Uscita   |
| A             | 8  | Pat Holland     |  |          |
| A             | 9  | David Cross     |  |          |
| Sostituzioni: |    |                 |  |          |
| A             | 12 | Nicky Morgan    |  | Ingresso |
| Allenatore:   |    |                 |  |          |
| John Lyall    |    |                 |  |          |